# NGC 3323
NGC 3323 ist eine Balken-Spiralgalaxie vom Hubble-Typ SB im Sternbild Kleiner Löwe am Nordsternhimmel. Sie ist schätzungsweise 230 Millionen Lichtjahre von der Milchstraße entfernt und hat einen Durchmesser von etwa 70.000 Lj. Die Galaxie weist starke Deformationen ihrer Spiralarme auf.
Das Objekt wurde am 15. März 1877 von Édouard Stephan entdeckt.